# Bukan Bintang Biasa
Bukan Bintang Biasa, conocido también por sus siglas como BBB, es una banda musical de Indonesia formada en el 2006 en la ciudad de Yakarta. La banda está integrada por Raffi Ahmad, Dimas Beck, Laudya Cinthya Bella, Ayushita y Chelsea Olivia Wijaya. Se dieron a conocer con su primer tema musical titulado "Let's Dance", extraído de su primer álbum discográfico titulado "Mindnsoul". La banda integrada entre cantantes y actores, han sido también protagonistas para participar en una película indonesia titulada "Bukan Bintang Biasa", que fue estrenada en el 2007. Ese mismo año lanzaron un álbum titulado "Bukan", que contiene temas musicales que fueron interpretadas como parte de las bandas sonoras de fondo en cada de las escenas de la misma película Bukan Bintang Biasa.   

## Discografía
- Mindnsoul dalam lagu Let's Dance Together - 2006
- Bukan Bintang Biasa - 2007
- Balance dalam lagu Cinta Hati Hati-hati" - 2013

## Singles
- Let's Dance Togather (Melly Goeslaw feat. BBB)
- Bukan Bintang Biasa (2007)
- Putus Nyambung (2007)
- Jodoh Ditangan Tuhan (Bella dan Raffi)
- Jangan Bilang Tidak (Ayushita dan Raffi Ahmad)
- Cinta Hati-Hati (Melly Goeslaw feat. BBB)
- Best Friend Forever (BFF) (2015)

## Filmografía
- Bukan Bintang Biasa - 2007

## Reality Show
- Bukan Bintang Biasa Story (2015)